# Ловро Мајер
Ловро Мајер (Загреб, 17. јануар 1998) хрватски је фудбалер који игра на позицији офанзивног везног играча. Тренутно игра за Волфсбург и репрезентацију Хрватске.

## Клупска каријера

### Рана каријера
Фудбалску каријеру започео је у загребачком Динаму, из којег је 2010. године прешао у Дубраву. Две године касније прелази у Трње, где остаје до 2013. године, када прелази у Локомотиву Загреб.   

### Локомотива Загреб
За загребачку Локомотиву дебитовао је 30. јуна 2016. у мечу првог кола квалификација УЕФА Лиге Европе 2016/17. против андорске Санта Коломе коју је Локомотива добила резултатом 1:3.   У првој лиги Хрватске у фудбалу је дебитовао 17. јула када је Динамо победио Локомотиву са 3:1.  Први гол и две асистенције за Локомотиву постигао је 11. септембра у првенственој утакмици у којој је Славен Белупо поражен резултатом 2:3.  Девет дана касније Мајер је дебитовао у фудбалском купу Хрватске против Крка, који је меч изгубио резултатом 1:2.  Први гол на том такмичењу постигао је 26. октобра, када је са 1:2 поражен Виноградар из Локошиног Дола.  Против Истре 1961 је 4. августа 2017. постигао два гола (1:2).   Дана 10.02.2018 Мајер је постигао два гола против Динама (1:4). Локомотива је том победом први пут у историји остварила победу над Динамом, после 28 пораза и 1 ремија.   Дана 8. јуна 2018. Мајеру је Хрватски фудбалски савез доделио награду за најбољег хрватског фудбалера до 21 године.  Док је био играч Локомотиве, привукао је интересовање Њукасл јунајтеда и Сампдорије. 

### Динамо Загреб
Дана 27. јуна 2018 Мајер је званично прешао у загребачки Динамо.  Изабрао је дрес са бројем 10.  Износ тог трансфера био је 2,5 милиона евра.  Мајер је повредио скочни зглоб на дебитантској утакмици за загребачки Динамо одиграној 27. јула у лиги против Рудеша (1:1).   Пропустио је прву половину сезоне због операције скочног зглоба. 
Док је Ненад Бјелица био тренер Динама, Мајер није имао много прилика,  пре свега због форме Данија Олма, клупског саиграча који је играо на истој позицији.  Први гол у дресу Динама постигао је 7. априла 2019. у првом мечу прве лиге Хрватске у фудбалу против Рудеша (0:2).  Једини наступ за Динамо Загреб II уписао је 14. априла против Вараждина, од којег је друга екипа Динама изгубила резултатом 1:2.  У утакмици Суперкупа Хрватске у фудбалу 2019. одиграној 13. јула 2019. против Ријеке, коју је Динамо добио са минималних 1:0, Мајер је у 82. минуту заменио Изета Хајровића и у наредна три минута добио два жута картона.  У УЕФА Лиги шампиона је дебитовао 11. новембра, када је Динамо изгубио од Манчестер ситија са 1:4.  Незадовољан статусом у тиму, Мајер је у јулу 2020. био на прагу потписа за Бирмингем Сити, али је на крају остао у Динаму након разговора са Зораном Мамићем.  Након што су Ненад Бјелица и његов наследник Игор Јовићевић престали да буду тренери Динама, Мајер је почео да добија све више прилика код новог тренера Зорана Мамића.  У мечу последњег кола 1. ХНЛ 2019/20. одиграо 24. јула 2020. против Вараждина (2:0), Мајер је постигао први гол на мечу и асистирао Марију Ћужи за други гол. 
Пред почетак сезоне 2020/21. Осијек је покушао да доведе Мајера, али безуспешно јер је Динамо одбио да га прода.  Дана 16. августа 2020. Мајер је постигао два гола и једном асистирао у првенственом мечу против Локомотиве Загреб (6:0).  У Европској лиги УЕФА дебитовао је 22. октобра у мечу без голова против Фејенорда.  На том мечу су га пратили скаути Милана.  Први гол у том такмичењу постигао је 26. новембра против Волфсбергера (0:3).  21. децембра је потписао уговор са Динамом до 2026.   Током зимског прелазног рока Мајер је привукао пажњу Зенита, Фиорентине и Марсеја, али је Динамо одбио све њихове понуде јер је био незадовољан њиховим износима.  Дана 14.03.2021 Мајер је уписао три асистенције у првенственом мечу против Вараждина (0:5).  На првенственој утакмици одиграној 23. јула против Хрватских добровољаца (0:4) постигао је два гола и једну асистенцију.  Последњи, а уједно и стоти наступ за Динамо уписао је 25. августа у реваншу плеј-офа за пласман у Лигу шампиона УЕФА 2021/22. против Шерифа Тираспоља, који је завршен резултатом 0:0. 

### Рен
Дана 26. августа 2021. год. Мајер је потписао петогодишњи уговор са француским прволигашем Реном на 12 милиона евра плус бонуси.  Три дана касније, дебитовао је за клуб у првенственом мечу против Анжеа, који је Рен изгубио са 2:0.  У Европској лиги УЕФА дебитовао је 21. октобра против словеначке Муре, која је поражена резултатом 1:2.  Први гол за Рен постигао је 20. новембра у првенственом мечу против Монпељеа (2:0).  У лигашком мечу одиграном 5. децембра против Сент Етјена, који је Рен добио резултатом 0:5, Мајер је асистирао на сва три гола Мартина Теријера и асистирао Лоренцу Асињону, чији је ударац одбио играч Сент Етјена Иван Макон, који је постигао аутогол.. Мајер је овом утакмицом постао први фудбалер који је три пута асистирао голгетеру у једној утакмици француске лиге од сезоне 2006/07. од кога се води статистика.  13. марта 2022. постигао је гол и асистенцију у лигашкој утакмици у којој је Лион поражен резултатом 2:4.    Мајер је постигао једина два гола у лигашкој утакмици одиграној 30. априла против Сент Етјена.  У својој првој сезони играјући за Рен, Мајер је постигао 6 голова и 8 асистенција у 29 наступа.  Те сезоне, Лекип га је уврстио у својих идеалних 11 за ту сезону француског шампионата. 
Мајер је 15. септембра 2022. постигао гол и асистенцију у утакмици Лиге Европе 2022/23. у којој је Рен одиграо 2:2 са Фенербахчеом. 

## Репрезентативна каријера
Током омладинске каријере играо је за Хрватску до 18, 19 и 21 године.  Играо је са репрезентацијом до 21 године на европским првенствима 2019. и 2021. 
За А селекцију Хрватске дебитовао је 27. маја 2017. у пријатељској утакмици против Мексика, коју је Хрватска добила резултатом 1:2.  Прва два гола за репрезентацију постигао је 11. новембра 2021. против Малте (1:7). 
Селектор Златко Далић је 9. новембра 2022. уврстио Мајера на списак играча за Светско првенство 2022.  На том Светском првенству 27. новембра Мајер је постигао гол за коначних 4:1 против Канаде. 

## Признања

### Појединац
- Фудбалски Оскар – Најбољи фудбалер 1. ХНЛ до 21 године: 2017, 2018.
- Фудбалски Оскар – Члан тима године 1. ХНЛ: 2018.
- ХНС Трофеј – Најбољи млади фудбалер: 2018.
- Члан екипе Лиге 1 сезоне у селекцији Лекипа : 2021/22.

### Клупска
Динамо Загреб
- 1. ХРТ (4): 2018/19., 2019/20, 2020/21, 2021/22
- Хрватски фудбалски куп (1): 2020/21.
- Хрватски фудбалски Суперкуп (1): 2019.